# 소라 네오
소라 네오 (1991년 출생)는 일본의 영화 감독이자 각본가이다.《류이치 사카모토: 오퍼스》(2023)와 《해피엔드》(2024) 등의 영화를 감독했다.

## 어린 시절
음악가 사카모토 류이치와 매니저 나니카 소라 사이에서 뉴욕에서 태어났으며, 뉴욕과 도쿄에서 성장했다. 웨슬리언 대학교에서 철학과 영화학을 전공했다.

## 경력
알베르트 톨렌, 마스부치 아이코와 함께 영화 제작 집단 자쿠바란(Zakkubalan)의 일원이다. 하스누마 슈타 & U-zhaan, BIGYUKI, Rachika S와 Biki Zoom, 안소니 나폴레스, 베타 리브라에, 제이슨 모란과 다이로 스가의 뮤직 비디오를 감독했다.
2020년, 극단편 영화 더 치킨을 감독해 제73회 로카르노 영화제에서 시사회를 가졌다. 또한 2020년 뉴욕 영화제와 AFI 페스트에서도 상영되었다.
2022년, 극단편 영화 슈가 글래스 보틀을 감독했으며, 햄튼 국제 영화제에서 시사회를 가졌다.
2023년, 아버지 사카모토 류이치의 마지막 콘서트를 다룬 다큐멘터리 류이치 사카모토: 오퍼스를 감독했으며, 제80회 베네치아 국제 영화제에서 상영되었다. 2024년 3월 야누스 필름에 의해 개봉되었다.
2024년, 해피엔드의 각본과 감독했으며, 이 작품은 제81회 베네치아 국제 영화제의 오리종티 부문으로 초청되었다. 2024 토론토 국제 영화제에서 북미 시사회를 가졌으며, 제62회 뉴욕 영화제의 메인 슬레이트 부문에서도 상영되었다. 2022년 선댄스 인스티튜트 각본 및 감독 워크숍에 선정되었다.

## 필모그래피

### 장편 영화
| 년도 | 제목     | 감독 | 프로듀서 | 각본가 |
| ---- | -------- | ---- | -------- | ------ |
| 2024 | 해피엔드 | 예   | 아니요   | 예     |

### 다큐멘터리 영화
| 년도 | 제목                    | 감독 | 각본가 | 프로듀서 |
| ---- | ----------------------- | ---- | ------ | -------- |
| 2023 | 류이치 사카모토: 오퍼스 | 예   | 아니요 | 아니요   |

### 단편 영화
| 년도 | 제목             | 감독 | 각본가 | 프로듀서 |
| ---- | ---------------- | ---- | ------ | -------- |
| 2020 | 더 치킨          | 예   | 예     | 아니요   |
| 2022 | 슈가 글래스 보틀 | 예   | 예     | 아니요   |

## 참고 문헌
1. ↑  “Neo Sora”. 《Infra Magazine》. 2024년 6월 21일. 2024년 8월 10일에 확인함.
2. ↑  류지윤 (2025년 5월 12일). “네오 소라 감독 "'해피엔드'. 반성 없는 일본 사회에 던지는 질문" [D:인터뷰]”. 2025년 5월 12일에 확인함.
3. ↑  Nguyen, Kevin (2024년 3월 16일). “Ryuichi Sakamoto’s last performance is his son’s first feature film”. 《더 버지》. 2024년 8월 10일에 확인함.
4. ↑  “About”. 《Neo Sora》. 2024년 8월 10일에 확인함.
5. ↑  “25 Faces of Independent Film: Neo Sora”. 《필름메이커》. 2024년 8월 10일에 확인함.
6. ↑  “About”. 《Zakkubalan》. 2024년 8월 10일에 확인함.
7. ↑  “Works”. 《Neo Sora》. 2024년 8월 10일에 확인함.
8. ↑  Hopewell, John; Lang, Jamie (2020년 8월 10일). “10 Short Films Not to Miss at Locarno Film Festival”. 《버라이어티》. 2024년 8월 10일에 확인함.
9. ↑  Bacon, Redmond. “The Best Short Films of the Locarno Film Festival”. 《Directors Notes》. 2024년 8월 10일에 확인함.
10. ↑  Bittencourt, Ela (2020년 9월 21일). “What Not to Miss at the 2020 New York Film Festival”. 《하이퍼알레르직》. 2024년 8월 10일에 확인함.
11. ↑  “AFI FEST 2020 presented by Audi Full Lineup Announced”. 《AFI 페스트》. 2020년 10월 6일. 2024년 8월 10일에 확인함.
12. ↑  “Sugar Glass Bottle”. 《햄튼 국제 영화제》. 2024년 8월 10일에 확인함.
13. ↑  Goodfellow, Melanie (2023년 9월 5일). “Spirit Of Ryuichi Sakamoto Returns To Venice With Concert Film ‘Opus’; Director Son Neo Sora Talks Composer’s Love Of Cinema & Complex Relationship With Piano”. 《데드라인 할리우드》. 2024년 8월 10일에 확인함.
14. ↑  Barraclough, Leo (2023년 9월 25일). “Venice Standout Ryuichi Sakamoto: Opus Sells to Janus Films in North America Ahead of New York Film Festival Premiere (EXCLUSIVE)”. 《Variety》. 2024년 8월 10일에 확인함.
15. ↑  Gilchrist, Todd (2024년 3월 15일). “‘Ryuichi Sakamoto: Opus’ Director Neo Sora on Filming His Father’s Final Performance”. 《Variety》. 2024년 8월 10일에 확인함.
16. ↑  Tartaglione, Nancy (2024년 7월 23일). “Venice Film Festival Lineup: ‘Joker: Folie à Deux’, Almodovar, Guadagnino, Kurzel, Larrain & More In Competition – Full List”. 《데드라인 할리우드》. 2024년 8월 10일에 확인함.
17. ↑  Lattanzio, Ryan (2024년 8월 6일). “‘Presence,’ Cannes Favorites ‘Seed of the Sacred Fig’ and ‘To a Land Unknown’ Join TIFF Centrepiece Lineup”. 《인디와이어》. 2024년 8월 6일에 확인함.
18. ↑  “62nd New York Film Festival Main Slate Announced”. 《필름 앳 링컨 센터》. 2024년 8월 6일. 2024년 8월 10일에 확인함.
19. ↑  “Sundance Institute Announces 2022 Fellows for Directors, Screenwriters and Native Labs”. 《선댄스 인스티튜트》. 2022년 5월 9일. 2024년 8월 6일에 확인함.